# Elke Kiltz
Elke Kiltz (* 20. Januar 1952 in Bad Sobernheim) ist eine rheinland-pfälzische Politikerin (Bündnis 90/Die Grünen).

## Ausbildung
Elke Kiltz absolvierte eine ländliche Hauswirtschaftslehre von 1966 bis 1969. Zwischen 1975 und 1981 studierte sie Germanistik und Soziologie mit dem Abschluss Magister an der Goethe-Universität in Frankfurt am Main.
Von 1982 an arbeitete sie bis 1985 bei PRO FAMILIA und der Jüdischen Gemeinde Frankfurt. Daraufhin wurde sie Fraktionsassistentin bei der Fraktion von Bündnis 90/Die Grünen im Frankfurter Römer. In den Wendejahren 1989/1990 war sie wissenschaftliche Mitarbeiterin bei den Grünen im Bundestag. Sie war in der Folge von 1991 bis 1996 Referatsleiterin für EU- und Bundesangelegenheiten im Hessischen Ministerium für Umwelt, Energie, Jugend, Familie und Gesundheit. Sie war seit ihrem Eintritt in den rheinland-pfälzischen Landtag am 20. Mai 1996 beurlaubt. Seit 2007 arbeitete sie wieder im Hessischen Sozialministerium und war dort die zuständige Referatsleiterin für Bürgerschaftliches Engagement, Freiwilligendienste und Koordinierung Sterbebegleitung. Im Gemeinderat ihres Wohnortes Nußbaum arbeitet sie seit 2019.

## Politische Tätigkeit
Von 1978 an engagierte sich Elke Kiltz in der Frauenbewegung, sie war unter anderem 10 Jahre lang in der Redaktion des Frankfurter Frauenblatts tätig. Sie trat 1989 der Partei Die Grünen bei. Sie war 1990/1991 Mitglied des geschäftsführenden Bundesvorstands der Grünen. Zwischen 1994 und 1996 war sie Mitglied des Landesvorstands der rheinland-pfälzischen Grünen. Von 1996 bis 2006 war sie Mitglied des rheinland-pfälzischen Landtags.

## Auszeichnungen
Für ihr langjähriges ehrenamtliches kommunalpolitisches Engagement wurde sie 2019 mit der Freiherr-vom-Stein-Plakette ausgezeichnet, und 2020 erhielt sie das Verdienstkreuz am Bande der Bundesrepublik Deutschland. Außerdem wurde sie 2017 mit dem Ehrenbrief der Deutschen Palliativstiftung ausgezeichnet für ihr weit über den Beruf hinausgehendes Engagement für die Hospizarbeit und Palliativversorgung.

## Sonstige Mitgliedschaften
Elke Kiltz ist Mitglied im Landfrauenverband und Vorstandsmitglied des Vereins „Frauen für die Nahe-Region“. Zudem engagiert sie sich ehrenamtlich im Verein „So gut leben im Alter“.

## Privates
Elke Kiltz ist verheiratet und lebt in Nußbaum bei Bad Sobernheim.